# Mở rộng (siêu hình học)
Trong siêu hình học, sự mở rộng biểu thị cho cả ý nghĩa 'kéo dài' (tiếng Latin: extensio) cũng như 'chiếm không gian', và gần đây nhất, nghĩa là truyền bá nhận thức tinh thần bên trong của một người vào thế giới bên ngoài.
Lịch sử tư duy về việc mở rộng có thể được truy nguyên ít nhất là tương tự ngọn giáo của Archytas về sự vô tận của không gian. Bàn tay hoặc ngọn giáo của một người có thể vươn ra bao xa cho đến khi chạm tới rìa của thực tế? "Nếu tôi đến rìa ngoài cùng của thiên đường, tôi có thể đưa tay hoặc quyền trượng của mình vào bên ngoài hay không? Sẽ là nghịch lý [với những giả định bình thường của chúng ta về bản chất của không gian] không thể mở rộng nó.
René Descartes định nghĩa phần mở rộng là thuộc tính tồn tại ở nhiều chiều, một thuộc tính mà sau đó được theo dõi trong đại số n chiều của Grassmann. Đối với Descartes, đặc tính chính của vật chất là sự mở rộng (res extensa), giống như đặc tính chính của tâm trí là tư duy (res cogitans).
Điều này có thể tương phản với các quan niệm hiện tại trong vật lý lượng tử, trong đó độ dài Planck, một số lượng nhỏ gần như không thể tưởng tượng được, đại diện cho việc chạm đến được khoảng cách đó, theo đó, nó đã được lý thuyết hóa, tất cả các phép đo dường như bị phá vỡ đến mức có thể được giảm xuống ở quy mô này, chỉ là khoảng cách, hoặc mở rộng.
John Locke, trong Luận về sự hiểu biết của con người, đã định nghĩa "mở rộng" là "chỉ không gian nằm giữa các điểm cực đoan của những phần kết hợp vững chắc đó" của một cơ thể. Đó là không gian bị chiếm hữu bởi một cơ thể. Locke đề cập đến sự mở rộng kết hợp với sự vững chắc và không thể xuyên thủng, các đặc điểm chính khác của vật chất.
Sự mở rộng cũng đóng một phần quan trọng trong triết lý của Baruch Spinoza, người nói rằng chất đó (vừa mở rộng) chỉ có thể bị giới hạn bởi chất cùng loại, tức là vật chất không thể bị giới hạn bởi ý tưởng và ngược lại. Từ nguyên tắc này, ông xác định rằng chất đó là vô hạn. Chất vô hạn này là thứ mà Spinoza gọi là Thiên Chúa, hay tốt hơn là tự nhiên, và nó sở hữu cả sự mở rộng không giới hạn và ý thức không giới hạn.

## Phân chia vô hạn
Tính phân chia vô hạn đề cập đến ý tưởng rằng quá trình mở rộng hoặc số lượng, khi được chia và chia tiếp vô hạn, không thể đạt đến điểm có số lượng bằng không. Nó có thể được chia thành số lượng rất nhỏ hoặc không đáng kể nhưng không phải là không hoặc không có số lượng nào cả. Sử dụng một phương pháp toán học, cụ thể là các mô hình hình học, Gottfried Leibniz và Descartes đã thảo luận về tính phân chia vô hạn của quá trình mở rộng. Sự phân chia thực tế có thể bị hạn chế do không có dụng cụ cắt, nhưng khả năng vỡ thành các mảnh nhỏ hơn là vô hạn.

## Bù trừ
Sự bù trừ liên quan đến hai hoặc nhiều phần mở rộng chiếm cùng một không gian cùng một lúc. Điều này, theo các nhà triết học kinh viện, là không thể; theo quan điểm này, chỉ có tinh thần hoặc vật chất tâm linh mới có thể chiếm một nơi đã bị chiếm giữ bởi một thực thể (vật chất hoặc tinh thần)

## Luận văn mở rộng
Trong tác phẩm gần đây, các nhà triết học David Chalmers và Andy Clark năm 1998 đã xuất bản cuốn "The Extended Mind". Điều này đã mở ra một kênh nghiên cứu mới ở phạm vi nhận thức luận, triết học về tâm trí, nhận thức và khoa học thần kinh, tư duy hệ thống năng động, nghiên cứu khoa học, công nghệ & đổi mới.